# Giovanni Zarrella

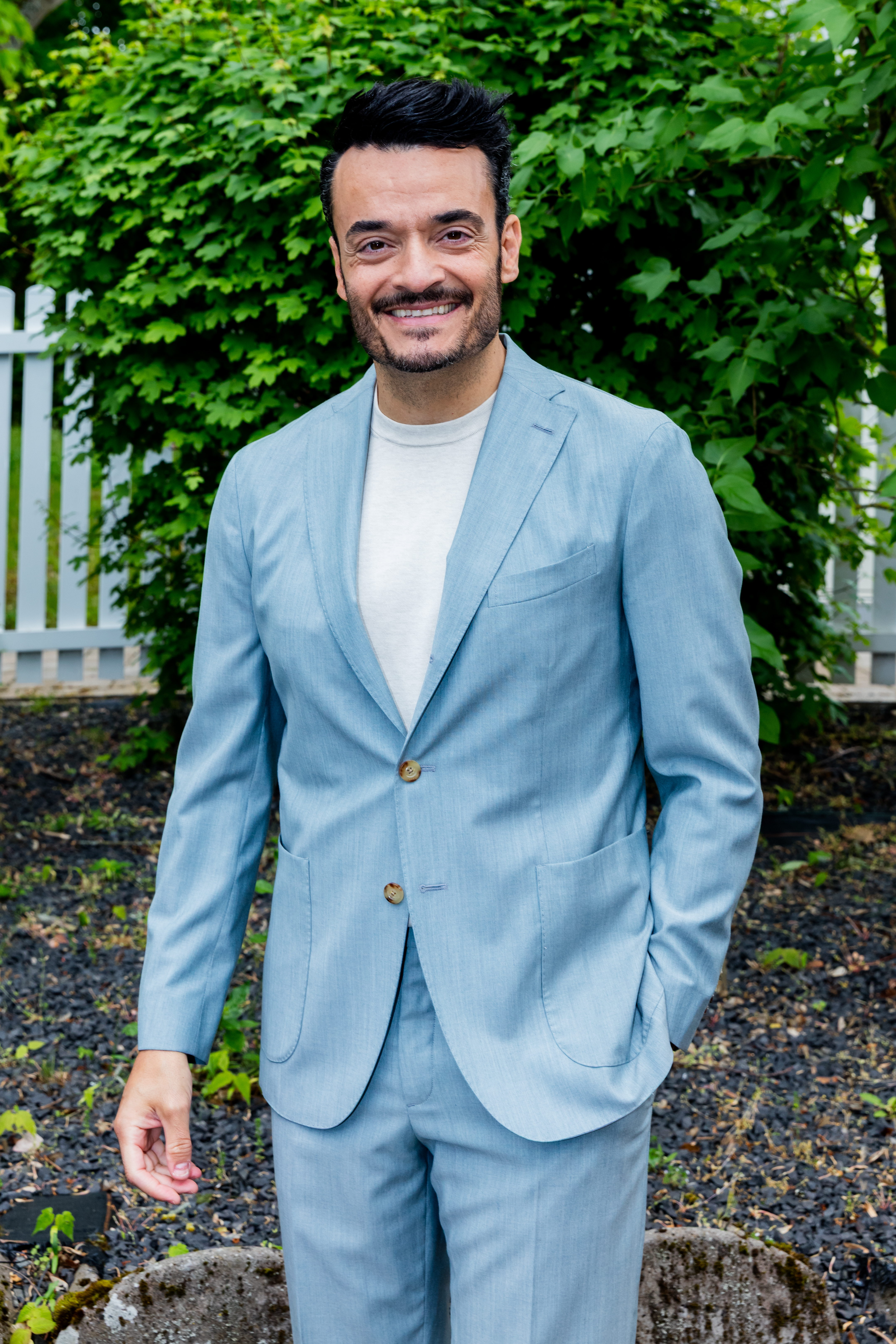
Giovanni Zarrella (2025)

Giovanni Zarrella (* 4. März 1978 in Hechingen) ist ein italienischer Musiker und Fernsehmoderator, der vor allem in Deutschland tätig ist. Er wurde 2001 als Sänger der Band Bro’Sis bekannt und ist seit 2013 Teil der Swingband Vintage Vegas. Seit 2021 moderiert er Die Giovanni Zarrella Show im ZDF.

## Jugend und Ausbildung
Zarrellas Eltern Bruno und Clementina Zarrella waren 13 und 8 Jahre alt, als sie in den 1960er-Jahren nach Deutschland kamen. Zarrella wurde 1978 als erstes Kind geboren, fünf Jahre später seine Schwester, 1990 sein Bruder Stefano. Die Geschwister wuchsen zweisprachig deutsch-italienisch auf. Giovanni Zarrella besitzt ausschließlich die italienische Staatsbürgerschaft. Bereits in jungen Jahren nahm er Klavier- und Orgelunterricht, mit 15 Jahren Gesangsunterricht. In den frühen 1990er Jahren lebte er mit seiner Familie in Italien. Im Alter von 16 Jahren gründete er seine erste Band Brotherhood. 1995 hat er an der Realschule Hechingen die Mittlere Reife erlangt. Nach dem Erwerb der Fachhochschulreife machte er eine Lehre zum IT-Systemkaufmann. Danach wechselte er in den Vertrieb von Hugo Boss.

## Karriere

### Bro’Sis
Im Oktober 2001 nahm Zarrella zusammen mit etwa 1700 weiteren Bewerbern in Stuttgart an einem Casting für die Sendung Popstars teil. Mit How Deep Is Your Love von den Bee Gees konnte er die Jury von sich überzeugen. Im Re-Call war er erfolgreich mit You Remind Me von Usher und wurde im Re-Re-Call mit Way to Mars von Somersault & Xavier Naidoo auf seine Bandfähigkeit getestet.
In der „Flughafen-Show“ in Düsseldorf mussten sich die Kandidaten zunächst einem Tanztraining bei Detlef Soost und danach einem Gesangstraining bei Vocalcoach Artemis Gounaki unterziehen, bevor entschieden wurde, wer am zweiwöchigen Workshop auf Ibiza teilnehmen durfte. Hier blieben von den 33 Kandidaten am Ende des Workshops drei Frauen und fünf Männer übrig, die in ein Loft in München einzogen. Im November 2001 wurde Zarrella von den Jurymitgliedern Soost und Christensen als Letzter in die Band Bro’Sis gewählt. Die Band bestand bis 2006.

### Fernsehkarriere

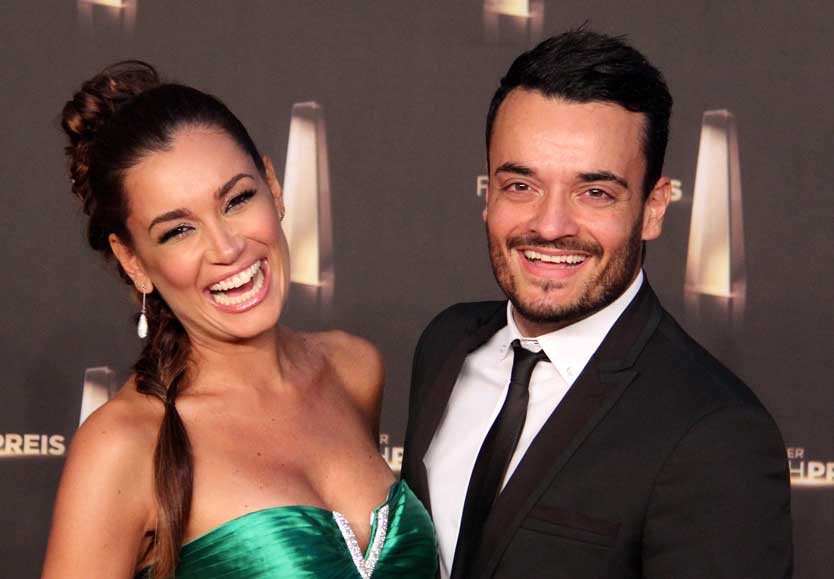
Zarrella mit seiner Frau Jana Ina

Im April 2005 nahm er an der TV-Show Teufels Küche teil, bei der er verletzungsbedingt vorzeitig ausschied. Gemeinsam mit seiner Frau Jana Ina drehte er für die ProSieben-Sendung taff die Doku-Soap Just married! – Frisch verheiratet!, die den Alltag des Ehepaares in zehn Folgen darstellte. Im August 2005 heiratete Zarrella das brasilianische Model, die kirchliche Trauung fand im September in der St.-Matthäus-Kirche in Bad Sobernheim statt. Die Soap wurde um eine weitere Staffel verlängert.
Im DSF moderierte er von Oktober 2005 bis Juli 2007 die Sendung Bravo Sport TV und von August bis Dezember 2006 die Sendung screen-shot – die eSport Bundesliga. Im Oktober 2005 nahm er mit seiner Frau an Das große ProSieben Tanzturnier teil. Im August 2008 startete Jana Ina & Giovanni – Wir sind schwanger auf ProSieben und begleitete das Ehepaar bis zur Geburt des Sohnes im September 2008. Des Weiteren war Zarrella im Juni 2008 bei der TV total Autoball-Europameisterschaft mit von der Partie und repräsentierte dort Italien.
2008 moderierte er die Entscheidungsshow von Popstars. Ebenfalls 2008 nahm er an der TV total Stock Car Crash Challenge teil. 2009 moderierte er einmal pro Woche auf ProSieben die Sendung Deutschlands schrecklichste …, in der in vier Folgen die schrecklichsten Autofahrer, Heimwerker, Sportler und Köche gesucht wurden.
Im Oktober 2009 gewann er den Sat.1-Tanzwettbewerb Yes, We Can Dance, wo er im Gedenken an Michael Jackson Smooth Criminal aufführte. Er gewann 50.000 Euro, die er mit dem Zweitplatzierten Ross Antony teilte. Der Gewinn wurde gespendet. Im Dezember 2009 moderierte Zarrella zusammen mit Charlotte Engelhardt das Halbfinale und das Finale der achten Popstars-Staffel Popstars – Du & Ich.
2010 zeigte ProSieben unter dem Titel Jana Ina & Giovanni – Pizza, Pasta & Amore eine Sendung über das Privatleben des Paares nach der Geburt ihres ersten gemeinsamen Kindes und der Suche nach einem geeigneten Haus. Des Weiteren wurden sie bei der Eröffnung ihres im selben Jahr eröffneten, aber mittlerweile geschlossenen Restaurants Settantotto begleitet. 2010 wurde er Sieger der TV Total Autoball-WM. Auch bei der Spielshow Schlag den Star trat er an und unterlag dem Bundeswehrarzt John Rudat. Auch 2012 siegte Zarrella bei der Autoball-EM. Außerdem hatte er einen Gastauftritt als Pizzabote im Kinofilm Frisch gepresst.
Im Januar 2013 wurde er Vater einer Tochter. Ab September 2013 gehörte Zarrella zum Ensemble des Radiosenders RPR1 und unterstützte hier als drittes Mitglied die tägliche Morningshow. 2013 synchronisierte er für den Animationsfilm Turbo – Kleine Schnecke, großer Traum eine der Hauptrollen. 2014 war Zarrella erneut siegreich bei der TV-Total Autoball-WM. Seit September 2014 ist er als Gastmoderator bei Sport1 zu sehen.
2015 synchronisierte er die Hauptrolle in dem Animationsfilm Manolo und das Buch des Lebens. Im Juni 2016 moderierte er zusammen mit seiner Frau die Übertragung der Hochzeit von Daniela Katzenberger und Lucas Cordalis. Anschließend moderierte er für RTL2 weitere Formate wie Die Hitrekorde, Promis am Herd – Wer kocht besser, Der große RTL II Promi-Curling-Abend und Schätz Dich reich – Das Trödelquiz.
2017 ersetzte er den verletzten Pietro Lombardi in der zehnten Staffel von Let’s Dance. Nach vier Shows verletzte sich seine Profi-Tanzpartnerin Christina Luft. Als Ersatz konnte Marta Arndt gewonnen werden, mit der er sich auf den vierten Platz tanzte. Zusammen mit Olaf der Wikinger siegte Zarrella bei der 1. Headis Team-WM, die im März 2019 auf ProSieben ausgestrahlt wurde. In dem im Juni 2021 auf Disney+ erschienenen Animationsfilm Luca synchronisierte er die Rolle des Ercole Visconti. Im September 2021 startete im ZDF Die Giovanni Zarrella Show. 2023 war er als Coach bei The Voice of Germany (Staffel 13) zu sehen. Im April 2024 wurde bekannt, dass Giovanni Zarrella bei The Voice of Germany als Coach aufhört, da er sich auf andere Projekte konzentrieren möchte.

### Karriere als Solomusiker
Zarrellas erste Solo-Single Ticket to the Moon, eine Coverversion der gleichnamigen Ballade aus dem ELO-Album Time, erschien im Juli 2006. Sein Album Coming Up folgte einen Monat später.
Nach zweijähriger Abwesenheit vom Musikgeschäft erschien im Zuge des Starts der Celebrity-Doku im Oktober 2008 seine zweite Solosingle Wundervoll, eine italienisch-deutsche Coverversion von Robin Grubert, die auf Platz 9 der deutschen Single-Charts einstieg und in den Jahrescharts Platz 84 erreichte. Sein zweites Soloalbum Musica wurde im November 2008 veröffentlicht. Zarrella spielte im Februar 2009 im Musikvideo Forgive Me von Mario Venezia mit.
Im Januar 2010 wurde das Titellied zur Sendung I Can’t Dance Alone, ein Duett mit seinem ehemaligen Bandkollegen Ross Antony, als Single zusammen mit dem Song Il Mondo veröffentlicht. Im Februar folgte die Neuauflage seines zweiten Albums Ancora Musica, das um fünf neue Lieder ergänzt worden war und Platz 32 erreichte. Im Mai 2012 erschien Zarrellas vierte Solosingle Viva La Mamma, ein italienisch-deutsches Cover von Edoardo Bennato, als Download. Im Juni veröffentlichte er anlässlich der Fußball-Europameisterschaft 2012 den Titel Forza Italia auf YouTube.
Im Juli 2012 veröffentlichte er die Single Buona Sera Signorina als Download. 2013 gründete Zarrella mit den ehemaligen Popstars-Kandidaten Inan Lima und Tom Marks die Swingband Vintage Vegas. Die Gruppe covert Popsongs im Swing-Gewand.
Eine 2014 veröffentlichte Coverversion von Bella Ciao von Mauro Mondello feat. Giovanni Zarrella wurde im Juni 2018 neu veröffentlicht, nachdem das Lied in dem Jahr durch die Serie Haus des Geldes an Popularität gewonnen hatte. Anfang 2019 unterzeichnete Zarrella einen Plattenvertrag bei 221 Music. Als Vorabauskopplungen zu seinem italienischsprachigen Schlageralbum La vita è bella erschienen im März 2019 die Singles Santa Maria und Il più buono. Letzteres ist eine italienische Version des Roland-Kaiser-Schlagers Es kann der Frömmste nicht in Frieden leben. Als nächste Single folgte Dammi, eine italienische Version von Wolfgang Petrys Wahnsinn.
Mit der dritten Single-Auskopplung Senza te (Ohne dich), einem Duett mit Pietro Lombardi, konnte er sich in Deutschland, Österreich und Schweiz in den Singlecharts platzieren. Das Album erreichte Platz 2 der deutschen Albumcharts und in Österreich und der Schweiz die Top 10. Im November 2019 wurde das Album mit einer Goldenen Schallplatte ausgezeichnet. In den nach Verkäufen erstellten Albumcharts des Jahres 2019 war La vita è bella auf Platz 25 vertreten.
Ende 2020 nahm Zarrella an dem Musikprojekt Hand in Hand teil, wobei das gleichnamige Lied aufgenommen und im November als Single veröffentlicht wurde. Mit seinem zweiten Schlageralbum Ciao! erreichte Zarrella in Deutschland und Österreich die Spitze der Albumcharts. In den nach Verkäufen in Deutschland erstellten Albumcharts des Jahres 2021 war Ciao! auf Platz 13 vertreten.

## Fußball
Von 1992 bis 1994 spielte Zarrella in der Jugend der AS Rom. Nachdem er zurück nach Deutschland gezogen war, wechselte er in die Jugend des VfB Stuttgart. Später spielte er in der zweiten Mannschaft des SSV Reutlingen in der Verbandsliga. Ab 2008 spielte er zusammen mit seinem Bruder erst in der Kreisliga A Mittelrhein für den Ideal CF Casa de España Köln und später in der Kreisliga B für die dritte Seniorenmannschaft des FC Rheinsüd Köln.

## Diskografie
Studioalben

| Jahr | Titel Musiklabel                    | Höchstplatzierung, Gesamtwochen, AuszeichnungChartplatzierungen (Jahr, Titel, Musiklabel, Platzierungen, Wochen, Auszeichnungen, Anmerkungen) | Höchstplatzierung, Gesamtwochen, AuszeichnungChartplatzierungen (Jahr, Titel, Musiklabel, Platzierungen, Wochen, Auszeichnungen, Anmerkungen) | Höchstplatzierung, Gesamtwochen, AuszeichnungChartplatzierungen (Jahr, Titel, Musiklabel, Platzierungen, Wochen, Auszeichnungen, Anmerkungen) | Anmerkungen                                             |
| Jahr | Titel Musiklabel                    | DE | AT | CH | Anmerkungen                                             |
| ---- | ----------------------------------- | --- | --- | --- | ------------------------------------------------------- |
| 2006 | Coming Up Popmissive Records (UMG)  | — | — | — | Erstveröffentlichung: 1. September 2006                 |
| 2008 | Musica Starwatch Music (WMG)        | DE90 (1 Wo.)DE | — | — | Erstveröffentlichung: 21. November 2008                 |
| 2010 | Ancora musica Starwatch Music (WMG) | DE32 (5 Wo.)DE | AT49 (4 Wo.)AT | CH22 (6 Wo.)CH | Erstveröffentlichung: 5. Februar 2010                   |
| 2019 | La vita è bella Telamo (WMG)        | DE2 ×2Doppelplatin · (84 Wo.)DE | AT6 Platin · (82 Wo.)AT | CH5 (74 Wo.)CH | Erstveröffentlichung: 19. Juli 2019 Verkäufe: + 415.000 |
| 2021 | Ciao! Telamo (WMG)                  | DE1 Gold · (40 Wo.)DE | AT1 Gold · (35 Wo.)AT | CH2 (25 Wo.)CH | Erstveröffentlichung: 9. April 2021 Verkäufe: + 107.500 |
| 2022 | Per sempre Telamo (WMG)             | DE1 (27 Wo.)DE | AT1 (9 Wo.)AT | CH3 (8 Wo.)CH | Erstveröffentlichung: 19. August 2022                   |
| 2025 | Universo Warner Music (WMG)         | DE3 (3 Wo.)DE | AT3 (3 Wo.)AT | CH18 (2 Wo.)CH | Erstveröffentlichung: 2. Mai 2025                       |

Bro’Sis
Vintage Vegas

## Filmografie

### Fernsehserien
- 2008: Jana Ina & Giovanni – Wir sind schwanger
- 2010: Jana Ina & Giovanni – Pizza, Pasta & Amore[31]
- 2017: Love Island (Co-Moderator Finale erste Staffel)
- 2022: Denn sie wissen nicht, was passiert
- 2024: The Masked Singer
- 2025: Du gewinnst hier nicht die Million bei Stefan Raab

## Auszeichnungen
- SWR4 Durchstarter des Jahres
  - Schlagernewcomer des Jahres[32]
- Die Eins der Besten

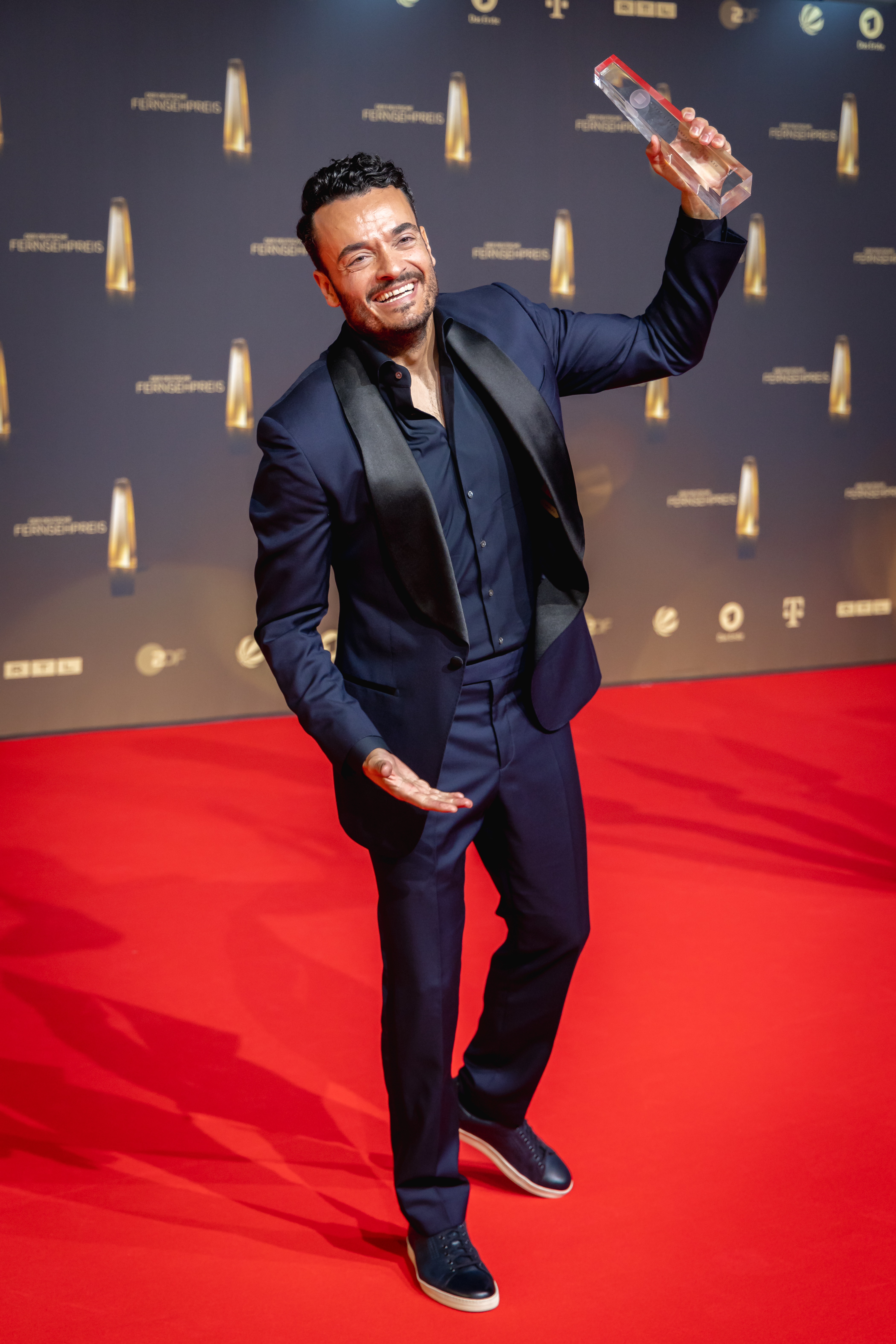
Giovanni Zarrella mit dem Deutschen Fernsehpreis 2022

  - 2020: in der Kategorie „Newcomer des Jahres“
- smago! Award
  - 2020: in der Kategorie „Durchstarter/Senkrechtstarter des Jahres“[33]
  - 2021: „Nachhaltigkeits-Award für den Dauer-Erfolg“ (La vita è bella)[34]
- Deutscher Fernsehpreis
  - 2022: in der Kategorie Beste Einzelleistung/Moderation Unterhaltung für Die Giovanni Zarrella Show
- Bambi
  - 2023: in der Kategorie Entertainment[35]
- drei90
  - 2024: Bruder des Jahres[36]

- Seine Auszeichnungen als Mitglied der Band Bro’Sis können in deren Artikel nachgelesen werden.